# Infernal Tenebra
Infernal Tenebra je hrvatski death metal-sastav, čiji su članovi iz Istre.

## O sastavu
Osnovan je 1999. godine, te su u početku svirali black metal. Godine 2001. u postavi Paolo Grižonić (bas), Danijel Biloslav (bubanj), Lari Šain (gitara), Enver Jurdana (vokal), Igor Jurišević (gitara) i Alex Paoletić (klavijature) samostalno objavljuju svoj prvi album Beneath the Twilight. Nakon toga dolazi do promjena članova, na mjesto vokala i gitarista dolazi Darko Ettinger, a za bubnjeve Sandi Orbanić, te 2007. godine objavljuju još jedan album The Essence of Chaos. Godine 2009. sastavu se pridružuje Ivo Petrović, te 2012. potpisuju za njemačku diskografsku kuću Massacre Records. Iste godine objavljuju album New Formed Revelations, na kojem su radili s poznatim švedskim producentom Jensom Bogrenom, koji je radio sa sastavima Amon Amarth, Soilwork, Paradise Lost, Opeth, Kreator i dr. Također su snimili spotove za pjesme "Blood Stained Canvas" i "The Art of Survival". Svirali su na nekoliko velikih festivala, te sa sastavima Behemoth, Gojira, Kreator, Exodus, Blind Guardian, Fear Factory i dr., a početkom 2014. bili su na turneji po Japanu sa sastavima Rotting Christ, Vreid i Havok.

## Članovi sastava
Trenutačna postava
- Paolo Grižonić - bas-gitara
- Darko Etinger - vokal, gitara
- Ivo Petrović - gitara
- Sebastian Stell - bubnjevi

Bivši članovi
- Danijel Biloslav - bubnjevi
- Lari Šain - gitara, vokal
- Alex Paoletić - klavijature
- Jan Jakin - vokal
- Enver Jurdana - vokal
- Igor Jurišević - gitara
- Sandi Orbanić - bubnjevi

## Diskografija
Studijski albumi
- Beneath the Twilight (2001.)
- The Essence of Chaos (2007.)
- New Formed Revelations (2012.)
- As Nations Fall (2016.)

## Vanjske poveznice
- Službena stranica